# 懷恩多特嶺
76°36′S 160°30′E / 76.600°S 160.500°E
懷恩多特嶺（英語：Wyandot Ridge）是南極洲的山嶺，位於維多利亞地的斯科特海岸，處於查塔胡奇冰川西部，根據美國地質調查局測量和該國海軍的空中照片繪入地圖。